# Cerkiew Świętych Apostołów Piotra i Pawła w Jeleniej Górze
Cerkiew pod wezwaniem Świętych Apostołów Piotra i Pawła – prawosławna cerkiew parafialna w Jeleniej Górze. Należy do dekanatu Lubin diecezji wrocławsko-szczecińskiej Polskiego Autokefalicznego Kościoła Prawosławnego.

## Położenie
Cerkiew znajduje się w centrum miasta, przy ulicy 1 Maja 40.

## Historia
Dawny barokowy kościół Najświętszej Maryi Panny. Wzmiankowany w 1453, zniszczony w czasie wojny trzydziestoletniej. Wzniesiony w I połowie XVIII w. na fundamentach starszego obiektu. Została odbudowana w latach 1737-1738 przez Caspra Jentscha. Do 1925 użytkowany przez rzymskich katolików, następnie przekazany władzom miejskim. Oddany w 1948 w użytkowanie Polskiego Autokefalicznego Kościoła Prawosławnego; pierwsza Święta Liturgia została odprawiona w pięć lat później. Wyposażenie cerkwi z lat 1948–1952 zgodne z obrządkiem lub przywiezione ze zniszczonych cerkwi na Chełmszczyźnie. Ikonostas dotarł do świątyni z Hrubieszowa z inicjatywy ks. Stefana Bieguna. W zewnętrzne mury cerkwi wmurowane są dobrze zachowane dwa krzyże kamienne z rytami broni (łuk i miecz). Krzyże te nazywane są często krzyżami pokutnymi, co jednak nie ma podstaw w dowodach ani badaniach, a jest oparte jedynie na nieuprawnionym założeniu, że wszystkie stare kamienne krzyże monolitowe, zwłaszcza te z rytami broni, o których pochodzeniu nie zachowały się żadne informacje, są krzyżami pokutnymi (pojednania), chociaż w rzeczywistości powód fundacji takich krzyży może być różnoraki, tak jak każdego innego krzyża. Niestety hipoteza ta stała się na tyle popularna, że zaczęła być odbierana jako fakt i pojawiać się w lokalnych opracowaniach, informatorach czy przewodnikach jako faktyczna informacja, bez uprzedzenia, że jest to co najwyżej luźny domysł bez żadnych bezpośrednich dowodów.
W drugiej dekadzie XXI w. cerkiew została gruntownie wyremontowana.
Cerkiew wpisano do rejestru zabytków 26 września 1960 pod nr A/4954/715.

## Galeria

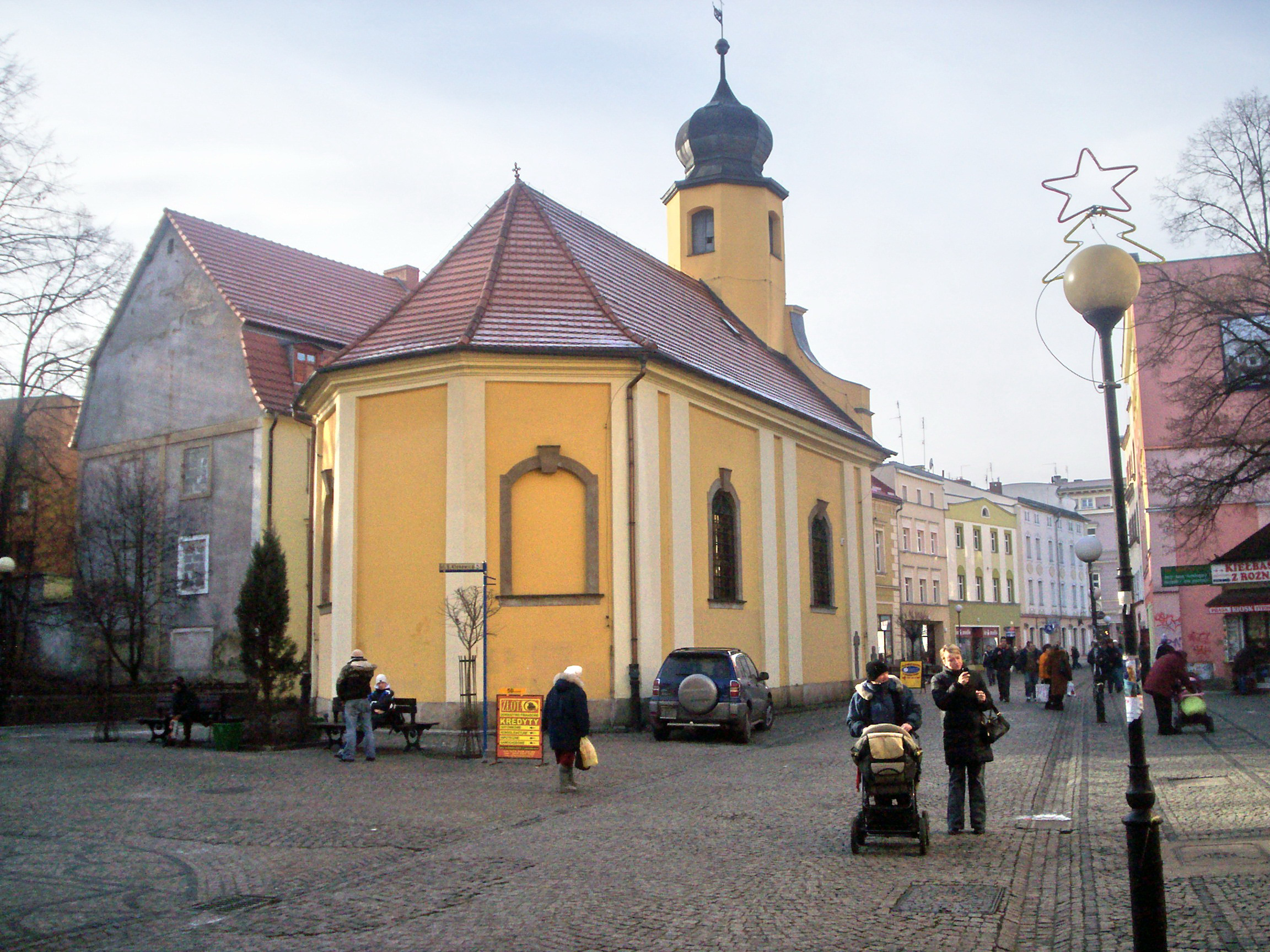
Widok ogólny cerkwi
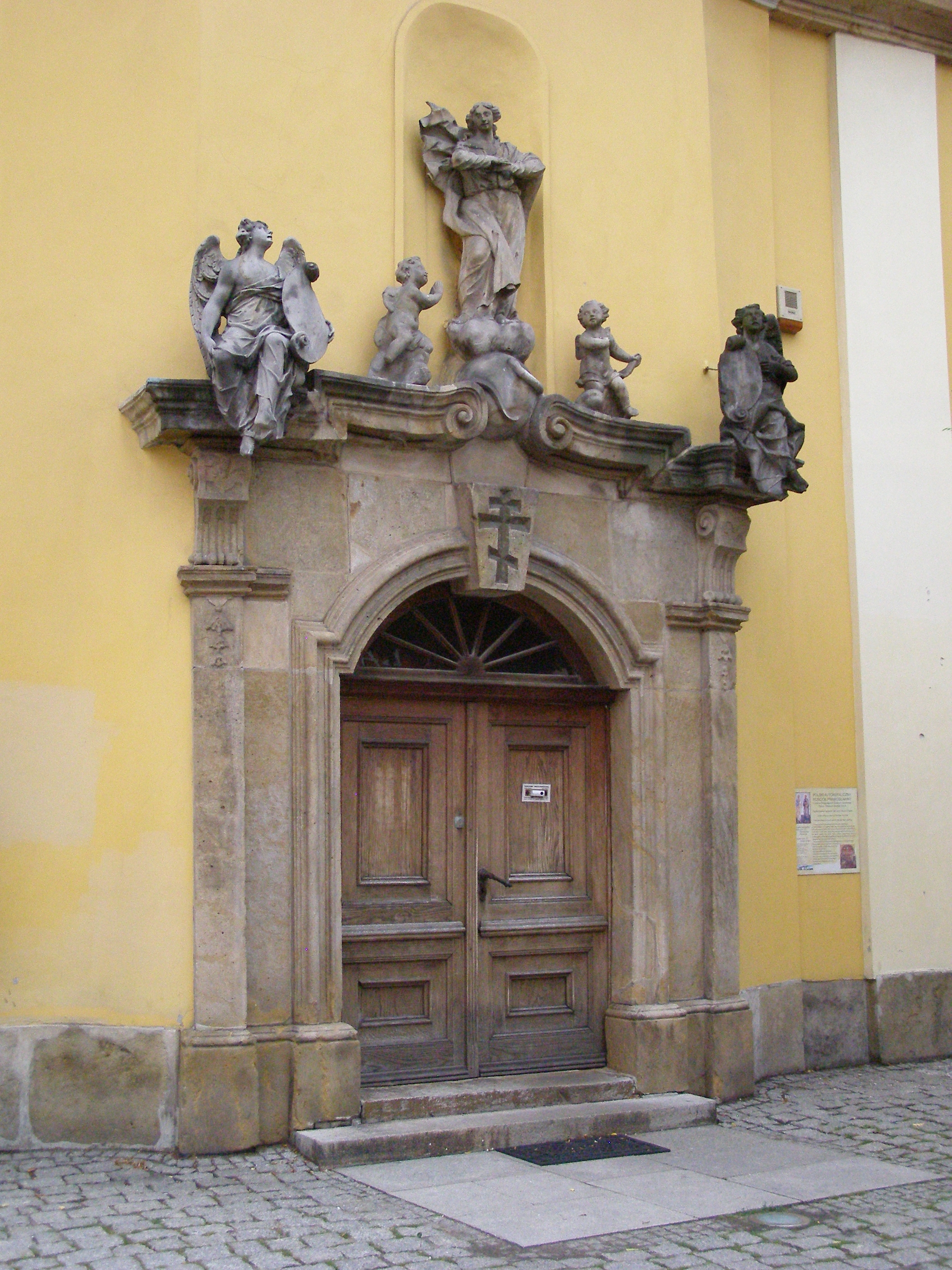
Portal
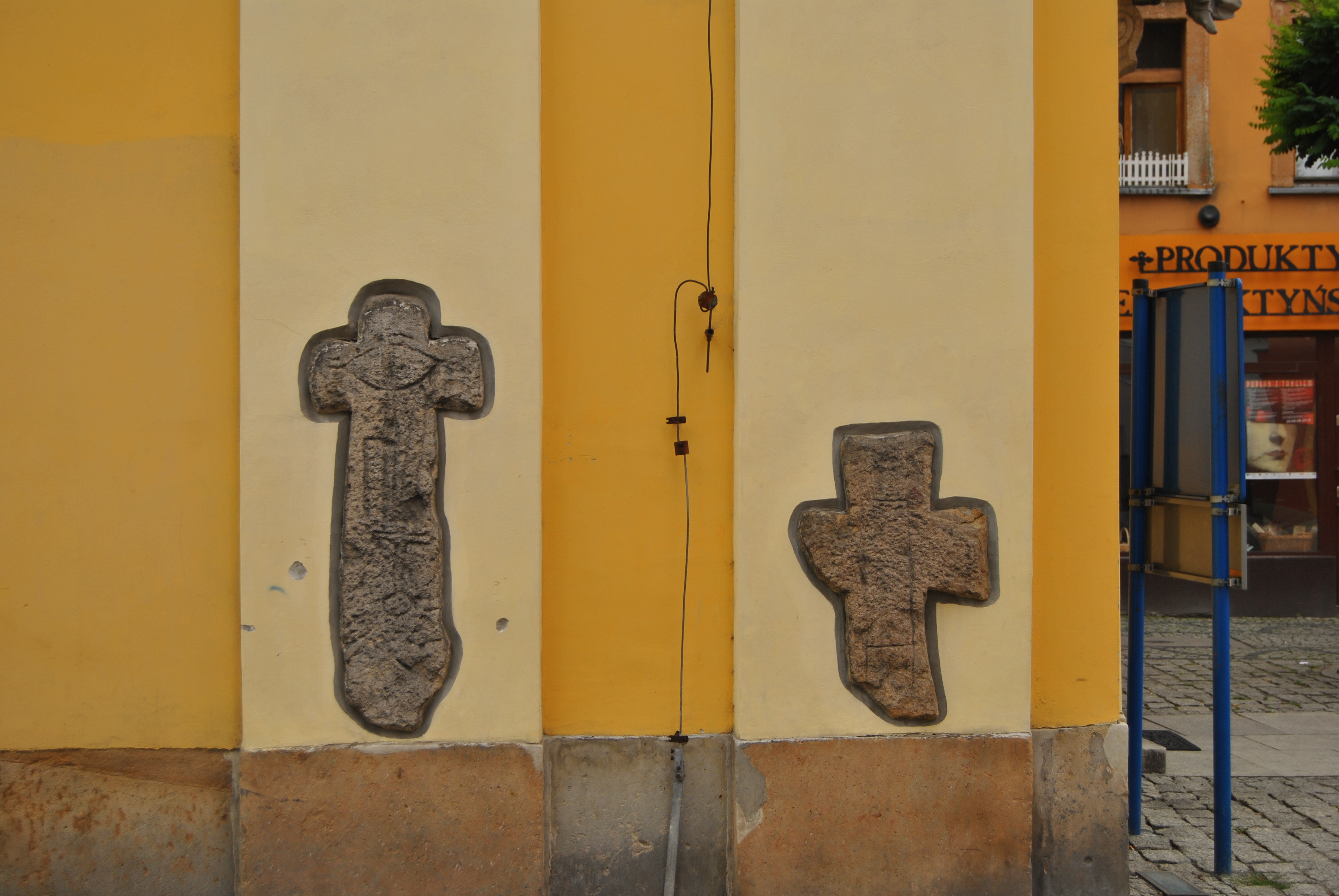
Krzyże pokutne na bocznej ścianie
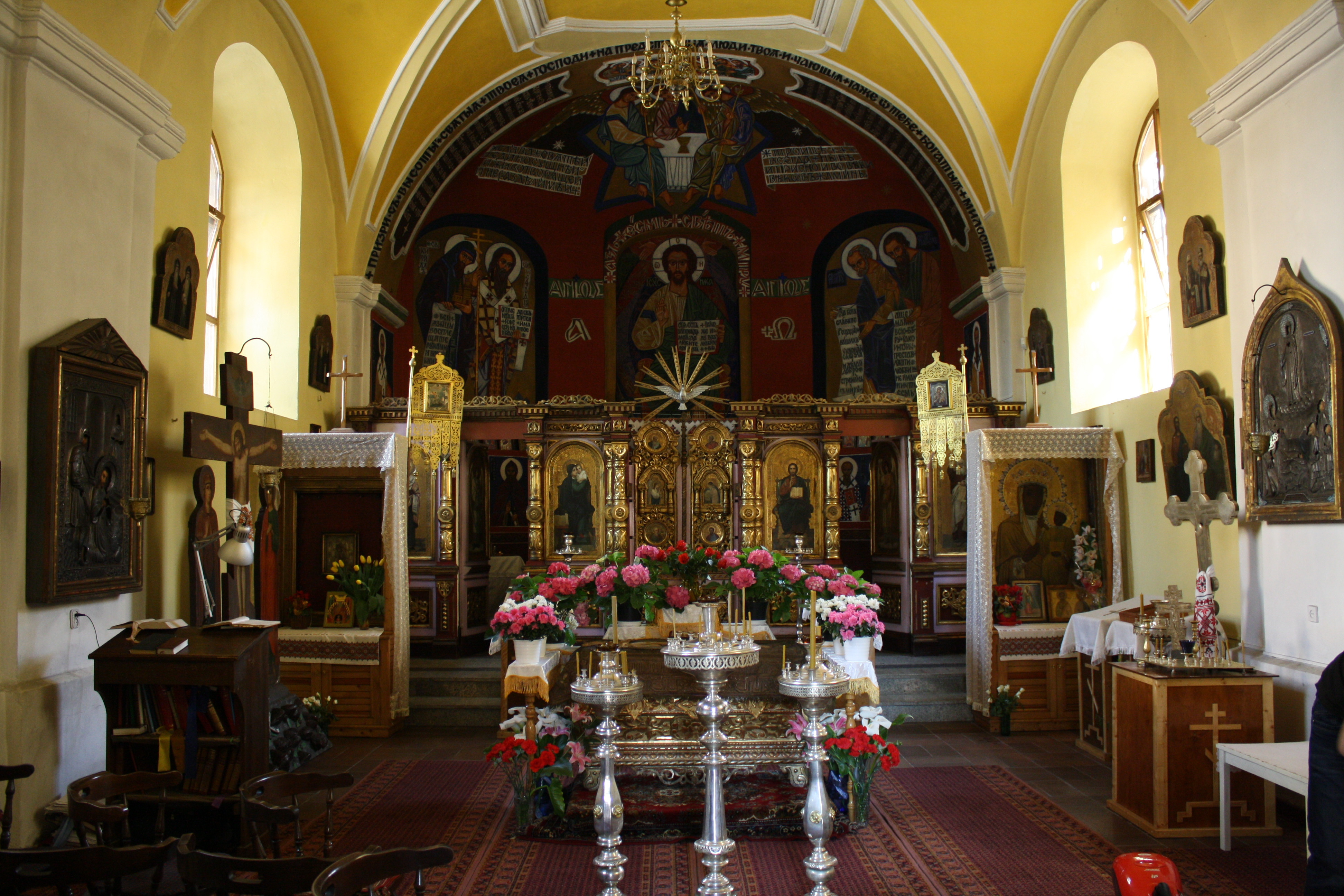
Widok ogólny wnętrza
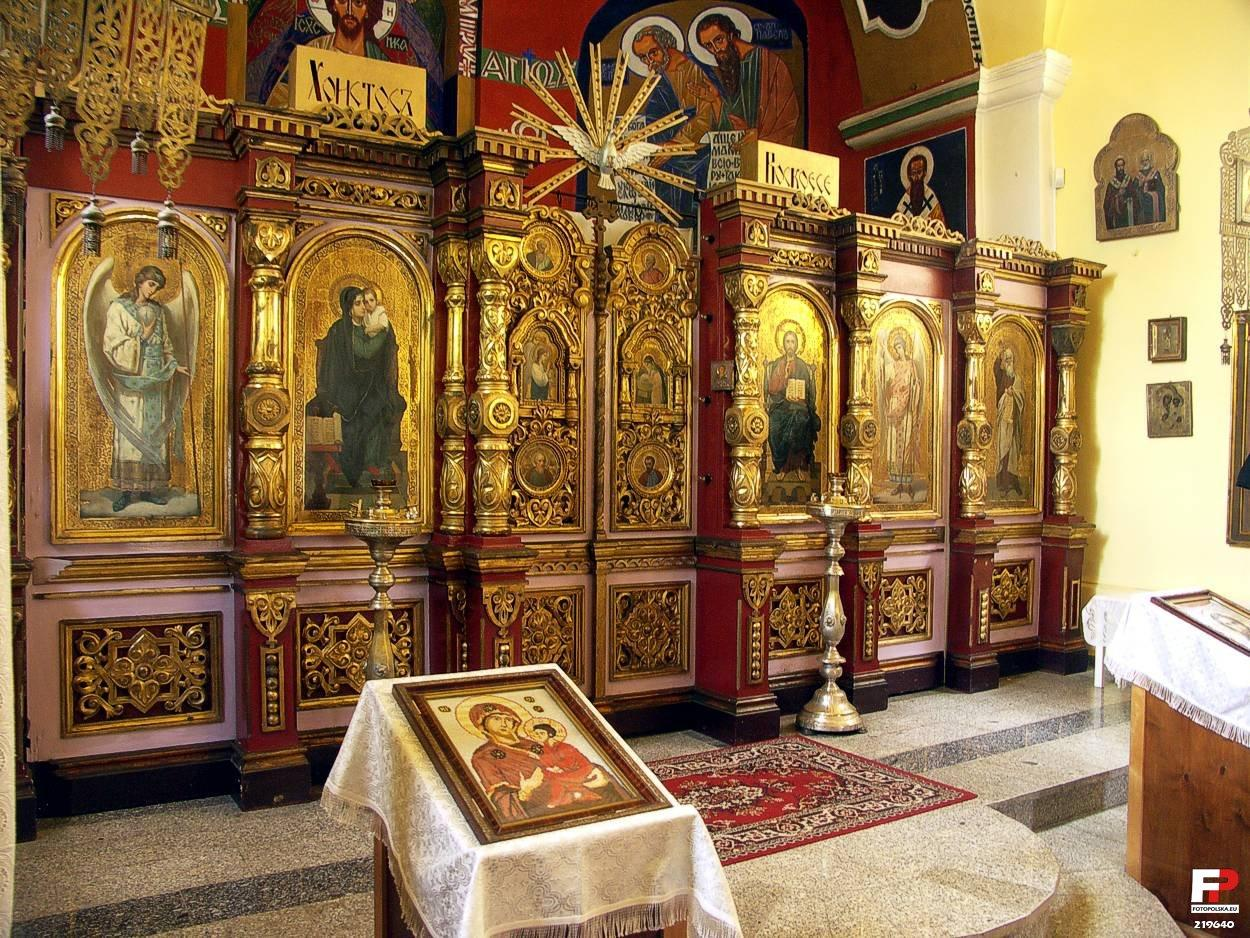
Ikonostas
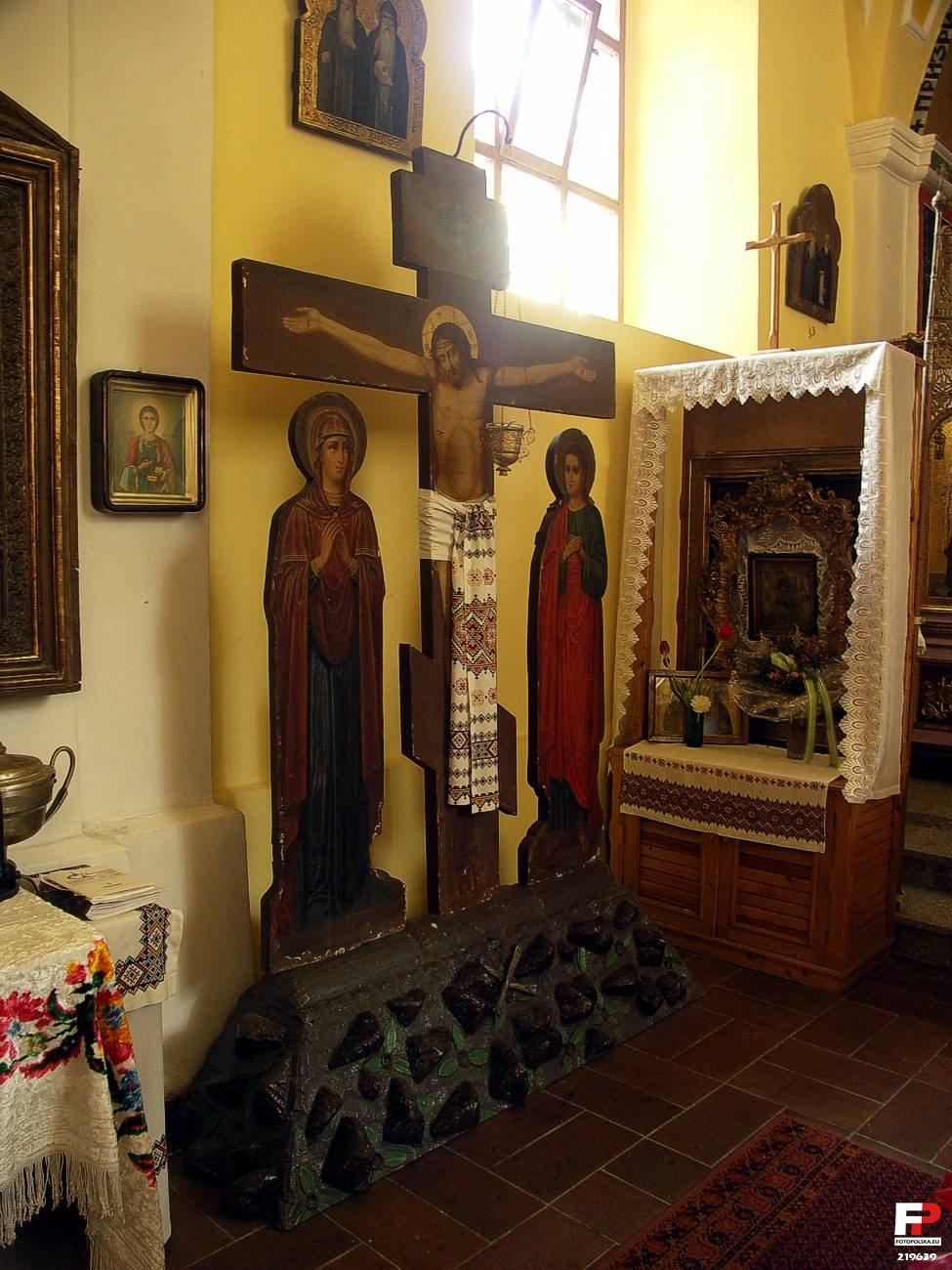
Golgota